# Сјенички сој праменке
Сјенички сој праменке (Сјеничка или пештерска овца) добила је име по месту Сјеница на Пештерској висоравни која се налази на југозападу Србије, на надморској висини преко 1.000 метара.
Са Пештера се ова овца задњих деценија проширила на скоро цео западни део Србије, северни део Црне Горе, а има је и у Босни и Херцеговини.

## Грађа тела
Сјеничка овца је једна од наших најкрупнијих сојева праменке. Висина гребена оваца износи око 65, а овнова 70 cm. Маса тела оваца је у просеку 45, а код овнова 60 кг. Рандман меса је око 24%. Груди су јој доста дубоке, али је грудни кош узан. Глава сјеничке овце је обрасла длаком која је најчешће бела, са црним колутовима око очију, са црно оивиченом губицом доње и горње усне и са црним врховима ушију. Ноге су јој такође обрасле длаком, најчешће беле боје, а могу бити црне или прскане (црно-бела). Овце су шуте, а овнови имају добро развијене рогове у облику спирале.

## Принос и квалитет вуне
Сјеничка овца је доста добро обрасла вуном по доњем делу врата и по трбуху. Руно је отворено до полуотворено, а принос релативно мали. Годишњи настриг вуне оваца износи 1,4 а овнова 2 кг. Дужина вунских влакана је 12–13 cm, а финоћа око 38 микрона, што значи Ц и Д сортимент. Овако фини сортимент вуне сјеничка овца има због тога што су у њеном стварању учествовале азијске овце са фином вуном, које су Турци гајили на Балкану у току петстогодишње владавине. Вијугавост влакна је слаба (на 1 cm дужине просечно 1,7 вијуга), а висина му је 10–11 cm, апсолутна носивост око 22 грама, а растегљивост 35-37%. Рандман вуне износи око 70%.

## Млечност и плодност
Просечна млечност сјеничке овце у лактацији од 5 до 6 месеци се креће од 60 до 80 литара, рачунајући и млеко које јагње посиса.
Од 100 оваца се у просеку добије 110-130 јагњади.
Сјеничка овца спада у групу дугорепих оваца, јер јој се реп састоји просечно од 16 репних пршљенова. Касностасна је јер први пут улази у приплод са 18 месеци, а пораст завршава у старости од 3-4 године.